# Kościół Narodzenia Najświętszej Maryi Panny w Lubaniu
Kościół Narodzenia Najświętszej Maryi Panny – rzymskokatolicki kościół parafialny należący do dekanatu Lubań diecezji legnickiej. Znajduje się na osiedlu Uniegoszcz.

## Historia
Świątynia była wzmiankowana w 1372 roku. Obecna budowla została zbudowana na przełomie XV i XVI wieku. W XVI i w 1. połowie XVII wieku należała do protestantów, a w 1655 roku przejęli ją katolicy.
W 1 połowie XVIII wieku kościół został przebudowany w stylu barokowym. W latach 1832 i 1959–65 przeszedł remont i modernizację.

## Architektura

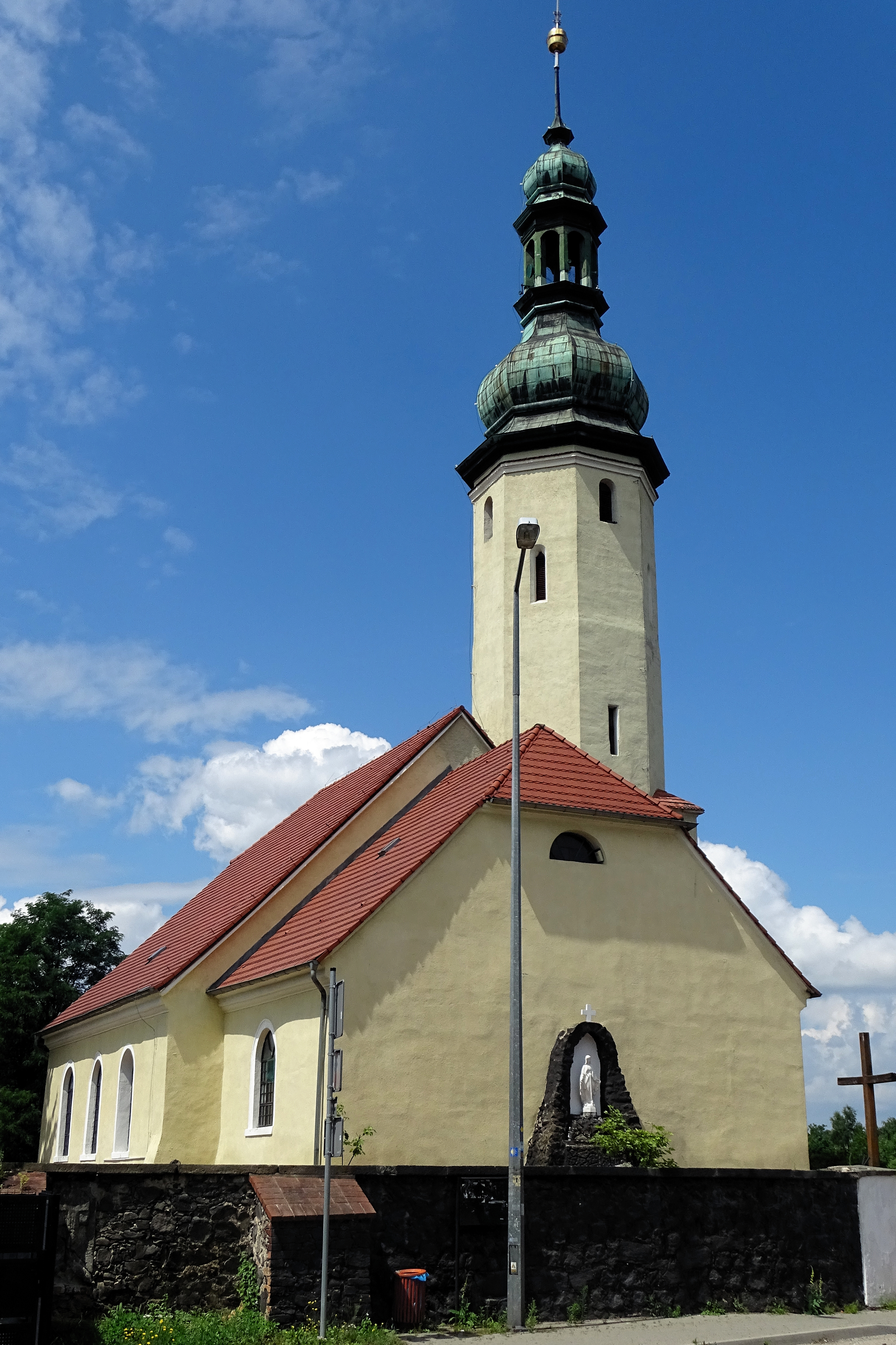

Świątynia jest jednonawowa, zamknięta od strony wschodniej jest prostokątnym prezbiterium, do którego od północnej strony jest dobudowana zakrystia. Przy północno-wschodnim narożniku nawy jest dobudowana wieża, kwadratowa w przyziemiu, a powyżej ośmioboczna, nakryta baniastym dachem hełmowym, na którym jest umieszczona latarnia. Świątynię nakrywa dach naczółkowy wykonany w 1832 roku. Do nawy od strony północnej jest dobudowana kaplica grobowa von Eberhardów pochodząca z początku XVI wieku. Kościół posiada drewniany strop. We wnętrzu, dookoła nawy, są umieszczone empory w stylu klasycystycznym z 1832 roku, podparte drewnianymi kolumnami.

## Wyposażenie
Do wyposażenia świątyni należą:
- ołtarz główny z XIX wieku
- ambona w stylu barokowym.

W kaplicy są umieszczone:
- ołtarz w stylu barokowym,
- kamienna chrzcielnica
- epitafia pochodzące z około 1550 roku i 1751 roku[2].